# Експрес (кіностудія)
«Експре́с» — кіностудія, заснована 1911 року в Києві.
Випускала кіноперіодику.
Вперше в Російській імперії випустила фільм, у якому використали знімання з аероплана. Їх здійснив фотограф В.Добржавський, зробивши з цією метою кілька перельотів на моноплані з льотчиком П. М. Нестеровим за маршрутом Київ-Ніжин і Київ-Остер-Козелець. Висота польоту була виняткова — 1500 м.
Кіностудія «Експрес» розміщувалась на Хрещатику, 25 (будинок не зберігся).